# Joan Beretta
Joan Beretta (* 1937; † 1965) war eine australische Mittelstrecken- und Crossläuferin.
1962 wurde sie bei den British Empire and Commonwealth Games in Perth Fünfte über 880 Yards.
1961 und 1964 wurde sie Australische Meisterin im Crosslauf und 1962 Englische Meisterin im Meilenlauf. Ihre persönliche Bestzeit über 800 m von 2:09,4 min stellte sie 1963 auf. Über eine Meile blieb sie am 8. Dezember 1962 in Perth, als Marise Chamberlain mit 4:41,4 min eine Weltbestzeit aufstellte, mit 4:45,5 min eine halbe Sekunde über der alten Bestmarke von Diane Leather.